# Drosophila curvapex
Drosophila curvapex är en tvåvingeart som beskrevs av Frota-pessoa 1954. Drosophila curvapex ingår i släktet Drosophila och familjen daggflugor.
Artens utbredningsområde är Brasilien.